# Palazzo Berardi
Palazzo Berardi è un edificio civile storico del centro di Firenze, situato in via della Vigna Nuova 17, con affaccio anche in via del Parione 22. Il palazzo appare nell'elenco redatto nel 1901 dalla Direzione Generale delle Antichità e Belle Arti, quale edificio monumentale da considerare patrimonio artistico nazionale.

## Storia e descrizione
In antico l'area era occupata da varie case di diversa proprietà (Barducci Chierichini, Petrucci, Giannotti e altri) che per lo più guardavano verso via del Parione. Attorno alla metà del Cinquecento queste vennero acquistate dalla famiglia Berardi, nella persona di Niccolò, che vi fece costruire l'attuale palazzo, rivolto verso quella via della Vigna Nuova che, nel corso del tempo, era andata acquistando importanza, conducendo direttamente dal centro verso il ponte alla Carraia. Nel 1781, estinti i Berardi, il possesso pervenne ai Bartolini Baldelli, dai quali l'acquistarono più tardi i Franceschi. 
Dal tempo della sua riconfigurazione il palazzo non sembra aver subito significative alterazioni (fatta eccezione per gli esercizi commerciali che sono stati aperti al piano terreno) e ancora si impone con i suoi caratteri cinquecenteschi. Si sviluppa su tre piani organizzati in otto assi, coronato da un'ampia gronda alla fiorentina. La porta, ampia, è incorniciata da bugne, secondo un motivo che ricorre anche nelle finestre del piano nobile, allineate su una ricca cornice con modini e dentelli. Le forme pure e severe dell'insieme hanno fatto ipotizzare un progetto riconducibile a Baccio d'Agnolo. 
Al numero 75r è esistito il negozio di stampe, cornici e lampadari Baccani, qui impiantato da Giovanni Baccani nel 1903 e inserito nell'elenco degli esercizi storici fiorentini, con arredi e decorazioni originali del 1905. Di ciò oggi restano alcune decorazioni parietali, essendo l'attività chiusa nei primi anni Duemila. 
La porzione che guarda a via del Parione documenta come l'area fosse in antico occupata da case di diversa proprietà  e come originariamente fosse da questo lato il prospetto principale della fabbrica. Il fronte presenta tutta la parte basamentale a conci di pietra scalpellata che profilano quattro arcate, poi tamponate e ridisegnate da quattro finestre rettangolari. Ai tre piani superiori non si rilevano elementi d'interesse, se non una colonnina all'ultimo di questi, a indicare l'antica presenza di un'altana.